# 와치 (프로게이머)
와치(본명: 조재걸, 1992년 1월 2일 ~ )는 대한민국의 전직 스타크래프트, 리그 오브 레전드 프로게이머였다. 스타크래프트 프로게이머 시절에는 아이디 Tazza를 사용했으며 종족은 프로토스였다. 리그 오브 레전드 프로게이머 시절 아이디는 Watch였으며 포지션은 정글라이너였다.

## 스타크래프트
2008년 상반기 드래프트에서 하이트 스파키즈의 1차 지명을 받아 입단했다.
2008년 11월 25일에 치러진 SK텔레콤 T1과의 신한은행 프로리그 08-09 시즌 1라운드 7주차 3세트 경기에 출전하면서 프로 데뷔전을 치렀다. 이 경기에서 김택용을 꺾으며 데뷔 첫 승을 기록했다.

## 리그 오브 레전드
2012년 6월 11일, 나진 블랙 소드에 입단하면서 리그 오브 레전드 프로 커리어를 시작했다. 2012 서머 시즌 팀의 3위에 기여했다.
2012-2013 윈터 시즌 좋은 모습을 보이면서 팀의 우승에 기여했다. 스프링 시즌에서는 챔피언스에서 탈락했지만 NLB에서 좋은 모습을 보여주었다. 서머 시즌에서도 좋은 모습을 이어나갔다. 롤드컵 시즌 3에서는 발전된 모습을 보여주면서 팀의 4강 진출에 기여했다.
2013-2014에서는 부진한 모습을 보여주었다. 챔피언스에서 탈락한 이후 NLB에는 출전하지 않았다. 윈터 시즌 종료 후 형제팀인 나진 실드로 자리를 옮겼다. 스프링 시즌에는 좋은 폼을 보여주면서 팀의 준우승에 기여했다. 서머 시즌에서도 좋은 모습을 이어나갔다. 롤드컵 2014에서는 좋지 못한 모습을 보이면서 8강에서 탈락했다.
2015 스프링 시즌에서는 초반 부진한 모습을 보여주었다. 스프링 2라운드를 앞두고는 피넛에게 주전 자리를 내주었다. 서머 시즌에서는 주전 자리를 차지했으며 팀의 포스트시즌 진출에 기여했다.
2016시즌을 앞두고 ZTR 게이밍에 입단했다.
2016시즌 종료 후 은퇴를 선언했다.

## 은퇴 후
은퇴 후 콩두 컴퍼니 소속 스트리머로 활동했다.
이후 아프리카 TV로 소속을 옮겨 아프리카 TV BJ로 활동했다.

## 주요 기록
|             | 경기 | 승-패 | 승률  |
| ----------- | ---- | ----- | ----- |
| 대 테란     | 0    | 0–0   | 0%    |
| 대 저그     | 3    | 0–3   | 0%    |
| 대 프로토스 | 8    | 1–7   | 12.5% |
| 총합        | 11   | 1–10  | 9.1%  |

### 스타크래프트
- 2008년 3월 2007 엘리트 학생복 스쿨리그 입상
- 2008년 6월 PGL 시즌3 그랜드파이널 우승
- 2008년 12월 BATOO 스타리그 08~09 36강

### 리그 오브 레전드

#### 나진 블랙 소드
- 올림푸스 리그 오브 레전드 챔피언스 윈터 2012-2013 우승
- 이엠텍 나이스게임TV 리그 오브 레전드 배틀 스프링 2013 우승
- 기가바이트 나이스게임TV 리그 오브 레전드 배틀 서머 2013 우승
- 리그 오브 레전드 월드 챔피언십 시즌 3 4강
- ZOTAC 나이스게임TV 리그 오브 레전드 배틀 윈터 2013-2014 준우승

#### 나진 화이트 실드
- 핫식스 리그 오브 레전드 챔피언스 스프링 2014 준우승